# Tahiti First Division 2023-2024
La Tahiti First Division 2023-2024, nota anche come Ligue Mana 2023-2024 per ragioni di sponsorizzazione, è la 67ª edizione della massima serie del campionato di calcio di Tahiti. Il campionato è iniziato il 16 settembre 2023 e si è concluso il 5 maggio 2024. 
La squadra campione in carica è il Tefana, avendo vinto il suo sesto titolo nazionale nell'edizione 2022-2023.

## Stagione

### Novità
Al termine della stagione precedente è stato retrocesso l'Excelsior, ultimo classificato. Al suo posto, dalla Division 2 è stato promosso il Papenoo.

### Formula
Le 12 squadre partecipanti giocano un girone all'italiana con gare di sola andata, per un totale di 11 giornate. Al termine della stagione regolare, le prime 6 classificate si qualificano per il gruppo scudetto, un girone all'italiana con partite di andata e ritorno, per un totale di 10 ulteriori giornate. La prima classificata del girone scudetto è campione di Tahiti e si qualifica per la OFC Champions League 2025, insieme con la seconda classificata.
Le ultime 6 classificate della stagione regolare si qualificano invece per il gruppo retrocessione, un girone all'italiana con partite di andata e ritorno, per un totale di 10 ulteriori giornate. L'ultima classificata è retrocessa in Division 2, mentre la penultima gioca uno spareggio promozione/retrocessione con una squadra di Division 2.

## Squadre partecipanti
| Club           | Città     | Stagione precedente          |
| -------------- | --------- | ---------------------------- |
| Central Sport  | Papeete   | 7° in Tahiti First Division  |
| Dragon         | Papeete   | 5° in Tahiti First Division  |
| Jeunes T.      | Papeete   | 10° in Tahiti First Division |
| Olympic Mahina | Mahina    | 9° in Tahiti First Division  |
| Papenoo        | Papeete   | Division 2                   |
| Pirae          | Papeete   | 2° in Tahiti First Division  |
| Pueu           | Teahupo'o | 8° in Tahiti First Division  |
| Taiarapu       | Teahupo'o | 11° in Tahiti First Division |
| Tamarii        | Papeete   | 3° in Tahiti First Division  |
| Tefana         | Papeete   | Campione di Tahiti           |
| Temanava       | Moorea    | 6° in Tahiti First Division  |
| Vénus          | Mahina    | 4° in Tahiti First Division  |

## Stagione regolare
|  | Pos. | Squadra        | Pt | G  | V | N | P  | GF | GS | DR  |
|  | ---- | -------------- | -- | -- | - | - | -- | -- | -- | --- |
|  | 1.   | Tefana         | 39 | 11 | 9 | 1 | 1  | 56 | 9  | +47 |
|  | 2.   | Pirae          | 36 | 11 | 8 | 1 | 2  | 43 | 10 | +33 |
|  | 3.   | Vénus          | 35 | 11 | 7 | 3 | 1  | 46 | 14 | +32 |
|  | 4.   | Central Sport  | 32 | 11 | 6 | 3 | 2  | 49 | 18 | +31 |
|  | 5.   | Dragon         | 30 | 11 | 6 | 2 | 3  | 46 | 24 | +22 |
|  | 6.   | Tamarii        | 30 | 11 | 6 | 1 | 4  | 25 | 17 | +8  |
|  | 7.   | Pueu           | 26 | 11 | 5 | 0 | 6  | 31 | 32 | -1  |
|  | 8.   | Taiarapu       | 24 | 11 | 4 | 1 | 6  | 25 | 31 | +6  |
|  | 9.   | Temanava       | 24 | 11 | 4 | 1 | 6  | 26 | 36 | -10 |
|  | 10.  | Jeunes T.      | 20 | 11 | 3 | 0 | 8  | 28 | 48 | -20 |
|  | 11.  | Papenoo        | 13 | 11 | 0 | 2 | 9  | 11 | 90 | -79 |
|  | 12.  | Olympic Mahina | 11 | 11 | 0 | 1 | 10 | 7  | 64 | -57 |

Legenda:
      Ammesse al Gruppo scudetto
      Ammesse al Gruppo retrocessione
Note:

Tre punti a vittoria, uno a pareggio, zero a sconfitta.
In caso di arrivo di due o più squadre a pari punti, la graduatoria verrà stilata secondo la classifica avulsa tra le squadre interessate che prevede, in ordine, i seguenti criteri:
- Punti generali
- Differenza reti generale
- Reti realizzate in generale
- Partite vinte in generale
- Partite vinte in trasferta
- Punti negli scontri diretti
- Differenza reti negli scontri diretti
- Differenza reti generale
- Sorteggio

## Gruppo scudetto
|                               | Pos. | Squadra       | Pt | G  | V | N | P | GF | GS | DR  |
| ----------------------------- | ---- | ------------- | -- | -- | - | - | - | -- | -- | --- |
| Polinesia francese (bandiera) | 1.   | Pirae         | 37 | 10 | 9 | 0 | 1 | 37 | 14 | +23 |
|                               | 2.   | Vénus         | 32 | 10 | 7 | 1 | 2 | 24 | 14 | +10 |
|                               | 3.   | Tefana        | 29 | 10 | 6 | 1 | 3 | 29 | 13 | +16 |
|                               | 4.   | Dragon        | 20 | 10 | 3 | 1 | 6 | 19 | 22 | -3  |
|                               | 5.   | Central Sport | 18 | 10 | 2 | 2 | 6 | 15 | 40 | -25 |
|                               | 6.   | Tamarii       | 11 | 10 | 0 | 1 | 9 | 11 | 32 | -21 |

Legenda:
      Campione di Tahiti e qualificata per la OFC Champions League 2025
      Qualificata per la OFC Champions League 2025
Note:

Tre punti a vittoria, uno a pareggio, zero a sconfitta.

## Gruppo retrocessione
|  | Pos. | Squadra        | Pt | G  | V | N | P | GF | GS | DR  |
|  | ---- | -------------- | -- | -- | - | - | - | -- | -- | --- |
|  | 1.   | Taiarapu       | 33 | 10 | 7 | 2 | 1 | 35 | 15 | +20 |
|  | 2.   | Jeunes T.      | 28 | 10 | 5 | 3 | 2 | 40 | 28 | +12 |
|  | 3.   | Temanava       | 28 | 10 | 6 | 1 | 3 | 39 | 17 | +22 |
|  | 4.   | Pueu           | 25 | 10 | 5 | 1 | 4 | 26 | 20 | +6  |
|  | 5.   | Papenoo        | 19 | 10 | 3 | 0 | 7 | 20 | 40 | -20 |
|  | 6.   | Olympic Mahina | 11 | 10 | 0 | 1 | 9 | 10 | 50 | -40 |

Legenda:
      Retrocessa.
 Ammessa ai play-off promozione/retrocessione.
Note:

Tre punti a vittoria, uno a pareggio, zero a sconfitta.